# Taça de Portugal 1998/99
Die Taça de Portugal 1998/99 war die 59. Austragung des portugiesischen Pokalwettbewerbs. Er wurde vom portugiesischen Fußballverband ausgetragen. Pokalsieger wurde zum ersten Mal der SC Beira-Mar, der sich im Finale gegen den SC Campomaiorense durchsetzte. Beira-Mar qualifizierte sich mit dem Sieg für den UEFA-Pokal 1999/2000.
Alle Begegnungen wurden in einem Spiel ausgetragen. Bei unentschiedenem Ausgang wurde zur Ermittlung des Siegers eine Verlängerung gespielt. Stand danach kein Sieger fest, wurde das Spiel wiederholt, eventuell mit Verlängerung und Elfmeterschießen.

## Teilnehmende Teams
| Primeira Divisão (18) | Primeira Divisão (18) | Segunda Divisão de Honra (18) | Segunda Divisão de Honra (18) |
| --- | --- | --- | --- |
| - Académica de Coimbra - FC Alverca - SC Beira-Mar - Benfica Lissabon - Boavista Porto - Sporting Braga - SC Campomaiorense - GD Chaves - CF Estrela Amadora | - SC Farense - Marítimo Funchal - FC Porto - Rio Ave FC - SC Salgueiros - Sporting Lissabon - União Leiria - Vitória Guimarães - Vitória Setúbal | - Belenenses Lissabon - Desportivo Aves - SC Espinho - AD Esposende - GD Estoril Praia - CD Feirense - FC Felgueiras - Gil Vicente FC - Leça FC | - FC Maia - Moreirense FC - Naval 1º de Maio - FC Paços de Ferreira - FC Penafiel - CD Santa Clara - União Lamas - União Madeira - Varzim SC |
| Segunda Divisão B (54) | | | |
| - Académico de Viseu FC - Amora FC - Atlético CP - FC Barreirense - CD Beja - CD Arrifanense - Associação Beneditense CD - Caçadores Taipas - Caldas SC - AD Camacha - CSD Câmara de Lobos - SC Covilhã - Atlético Cucujães - O Elvas CAD | - Ermesinde SC - Juventude Évora - AD Fafe - FC Famalicão - SL Fanhões - CD Fátima - SC Freamunde - Gondomar SC - AD Guarda - Imortal DC - FC Infesta - Leixões SC - FC Lixa - Lusitânia Lourosa | - Louletano DC - SC Lourinhanense - AD Machico - FC Marco - Nacional Funchal - SC Olhanense - UD Oliveirense - CD Operário - Clube Oriental de Lisboa - AD Ovarense - GD Peniche - SC Estela Portalegre - Portimonense SC | - GD Ribeirão - AD Sanjoanense - GDRC Os Sandinenses - SC São João de Ver - FC Seixal - Sport União Sintrense - CD Torres Novas - CD Trofense - União de Montemor - SC União Torreense - UD Vilafranquense - SC Vila Real - FC Vizela |
| Terceira Divisão (117) | | | |
| - RD Águeda - Águia CD - GD Águias Camarate - AD Águias Graça - CD Alcains - AC Alcanenense - GD Alcochetense - SR Almancilense - Almada AC - Amarante FC - FC Amares - Anadia FC - AA Avanca - FC Avintes - GD Benavente - CF Benfica - Benfica e Castelo Branco - GDR Bidoeirense - GD Boticas - GD Bragança - AC Cacém - Calipolense CD - Canelas Gaia FCC - Casa Pia AC - SC Castêlo da Maia - FC Cesarense - FC Castrense - GD Coruchense - SC Esmoriz - 1º de Maio Funchal | - AD Fazendense - Fiães SC - AD Fornos de Algodres - SC Ideal - Juventude Lajense - SC Lusitânia - GD Joane - GD Lagoa - CF Esperança Lagos - SC Lamego - GS Loures - AD Lousada - Lusitano GC Évora - Lusitano VRSA - CA Macedo de Cavaleiros - FC Madalena - SC Praiense - CD Mafra - GD Mangualde - CF Marialvas - AC Marinhense - GD Mealhada - Merelinense FC - GD Mirandês - Desportivo de Monção - CDC Montalegre - CD Montijo - SL Nelas - Neves FC | - Odivelas FC - CD Olivais e Moscavide - SL Olivais - Oliveira do Bairro SC - GD de Oliveira de Frades - FC Oliveira Hospital - Ourique DC - CD Paços de Brandão - Padernense Clube - Palmelense FC - USC Paredes - Pedrouços AC - GD Pescadores - SC Penalva Castelo - Pevidém SC - Sporting Pombal - CD Portalegrense - AD Portomosense - CD Portosantense - Atlético Riachense - CD Ribeira Brava - SC Rio Tinto - Juventude Ronfe - SG Sacavenense - GD Samora Correia - SC Dragões Sandinenses - ADC Santa Marta Penaguião - UD Santarém - AD São Pedro da Cova | - AD São Romão - GD São Roque - AD São Vicente - Vitória Sernache - FC Serpa - União Desportiva da Serra - Sertanense FC - GD Serzedelo - GD Sesimbra - GD Sourense - FC Tirsense - CD Tondela - GD Tourizense - União de Coimbra - União Micaelense - União de Tomar - AD Valecambrense - SC Valenciano - UD Valonguense - Estrela Vendas Novas - SC Vianense - Vasco da Gama AC - GD Vialonga - Vieira SC - CD Vila Franca - Vilanovense FC - SC Vilanovense - Vilaverdense FC - SC Vila Pouca |
| Distrikte (23) | | | |
| - Abambres SC - GC Alcobaça - SC Mineiro Aljustrelense - FC Carrazeda Ansiães - CF Os Avisenses - Sporting Cambres | - AD Chafé - Choupana FC - Ferroviária Entroncamento - AD Fundão - CD Gouveia - SC Guadalupe | - SC Horta - Aliados FC Lordelo - Juventude Rio Meão - GD Portel - CD Ponte - CDR Quarteirense | - Santiago FC - CD Santo António Nordestinho - URD Tires - CF Trafaria - União FC Gavinhos |

## 1. Runde
Teilnehmer waren die 117 Vereine aus der Terceira Divisão und 23 Vereine der Distriktverbände.
|                              | Ergebnis  |                           |
| ---------------------------- | --------- | ------------------------- |
| GS Loures                    | 2:0       | CDR Quarteirense          |
| Vitória Sernache             | 0:2       | AC Marinhense             |
| GDR Bidoeirense              | 4:1       | GD São Roque              |
| Juventude Lajense            | 1:0       | SC Guadalupe              |
| Lusitano GC Évora            | 6:0       | Choupana FC               |
| Oliveira do Bairro SC        | 4:2       | Sertanense FC             |
| Neves FC                     | 3:2 n. V. | CD Ponte                  |
| CDC Montalegre               | 2:0       | Abambres SC               |
| GD Sourense                  | 5:1       | GD Tourizense             |
| GD Mirandês                  | 2:0       | Vieira SC                 |
| GD Mealhada                  | 2:3       | União de Coimbra          |
| GD Mangualde                 | 3:0       | UD Santarém               |
| GD de Oliveira de Frades     | 3:0       | Ferroviária Entroncamento |
| GD Pescadores                | 3:3 n. V. | Padernense Clube          |
| GD Sesimbra                  | 1:0       | Casa Pia AC               |
| GD Portel                    | 0:1       | Odivelas FC               |
| Juventude Rio Meão           | 2:1       | Juventude Ronfe           |
| CD Santo António Nordestinho | 6:1       | SC Ideal                  |
| União Desportiva da Serra    | 0:1       | União FC Gavinhos         |
| SR Almancilense              | 2:0       | SG Sacavenense            |
| SL Olivais                   | 4:3       | Ourique DC                |
| UD Valonguense               | 2:0       | ADC Santa Marta Penaguião |
| União de Tomar               | 2:0       | CF Marialvas              |
| Vilaverdense FC              | 0:3       | Vilanovense FC            |
| URD Tires                    | 3:2       | GD Águias Camarate        |
| SC Mineiro Aljustrelense     | 0:2       | CF Benfica                |
| SC Vilanovense               | 3:2       | Santiago FC               |
| SC Horta                     | 2:4       | SC Praiense               |
| SC Esmoriz                   | 5:0       | FC Cesarense              |
| SC Dragões Sandinenses       | 1:0 n. V. | SC Lamego                 |
| SC Lusitânia                 | 6:0       | Águia CD                  |
| SC Rio Tinto                 | 3:2       | GD Joane                  |
| SC Vianense                  | 4:1       | SC Vila Pouca             |
| SC Valenciano                | 2:1       | Merelinense FC            |
| GD Lagoa                     | 2:1       | 1º de Maio Funchal        |
| GD Bragança                  | 3:0       | Aliados FC Lordelo        |
| CA Macedo de Cavaleiros      | 2:3 n. V. | SC Castêlo da Maia        |
| Benfica e Castelo Branco     | 2:2 n. V. | CD Portalegrense          |
| Atlético Riachense           | 3:3 n. V. | Sporting Pombal           |
| Sporting Cambres             | 1:1 n. V. | SL Nelas                  |
| CD Gouveia                   | 1:2       | AD Fazendense             |
| CD Alcains                   | 5:1       | CD Tondela                |
| Anadia FC                    | 0:2       | AC Alcanenense            |
| AD São Pedro da Cova         | 2:3 n. V. | Pedrouços AC              |
| AD Chafé                     | 0:3       | AD Lousada                |
| AA Avanca                    | 0:1       | FC Oliveira Hospital      |
| AD São Vicente               | 3:1       | GD Vialonga               |
| AD Águias Graça              | 3:2       | FC Avintes                |
| AD Valecambrense             | 1:3       | AD Portomosense           |
| AD São Romão                 | 2:1       | AD Fornos de Algodres     |
| CD Olivais e Moscavide       | 3:0       | Almada AC                 |
| CD Montijo                   | 2:0       | Lusitano VRSA             |
| Fiães SC                     | 0:2       | Pevidém SC                |
| FC Amares                    | 0:1       | FC Tirsense               |
| GC Alcobaça                  | 0:0 n. V. | AD Fundão                 |
| GD Alcochetense              | 3:2       | GD Samora Correia         |
| GD Boticas                   | 1:2       | USC Paredes               |
| GD Benavente                 | 2:0       | Palmelense FC             |
| União Micaelense             | 2:0       | FC Madalena               |
| Desportivo de Monção         | 6:0       | FC Carrazeda Ansiães      |
| CD Portosantense             | 2:1       | CD Ribeira Brava          |
| CD Paços de Brandão          | 0:2       | Amarante FC               |
| CF Os Avisenses              | 0:4       | Estrela Vendas Novas      |
| CD Vila Franca               | 3:1       | GD Coruchense             |
| CF Esperança Lagos           | 2:1       | AC Cacém                  |
| CF Trafaria                  | 4:1       | FC Serpa                  |
| Calipolense CD               | 1:2       | Vasco da Gama AC          |
| CD Mafra                     | 3:1       | FC Castrense              |
| GD Serzedelo                 | 4:1       | Canelas Gaia FC           |
| SC Penalva Castelo           | 0:1       | RD Águeda                 |

### Wiederholungsspiele
|                  | Ergebnis              |                          |
| ---------------- | --------------------- | ------------------------ |
| Padernense Clube | 0:3                   | GD Pescadores            |
| AD Fundão        | 3:3 n. V. (4:3 i. E.) | GC Alcobaça              |
| SL Nelas         | 3:0                   | Sporting Cambres         |
| Sporting Pombal  | 2:0                   | Atlético Riachense       |
| CD Portalegrense | 0:2                   | Benfica e Castelo Branco |

## 2. Runde
Zu den 70 qualifizierten Teams aus der 1. Runde kamen 54 Vereine aus der drittklassigen Segunda Divisão B hinzu.
|                           | Ergebnis  |                              |
| ------------------------- | --------- | ---------------------------- |
| Pedrouços AC              | 0:3       | FC Marco                     |
| Clube Oriental de Lisboa  | 2:0       | CD Olivais e Moscavide       |
| RD Águeda                 | 1:0 n. V. | GD Sourense                  |
| SC Covilhã                | 4:0       | SC Esmoriz                   |
| Sporting Pombal           | 4:0       | AD Ovarense                  |
| SC Dragões Sandinenses    | 4:0       | SC Castêlo da Maia           |
| CD Operário               | 1:2       | GD Lagoa                     |
| Oliveira do Bairro SC     | 5:3 n. V. | O Elvas CAD                  |
| GS Loures                 | 4:1       | CD Santo António Nordestinho |
| Gondomar SC               | 2:0       | SC Vila Real                 |
| Imortal DC                | 8:0       | SC Vilanovense               |
| Juventude Évora           | 2:0       | CD Montijo                   |
| Neves FC                  | 3:4 n. V. | FC Vizela                    |
| Louletano DC              | 13:00     | Juventude Lajense            |
| SC Praiense               | 1:1 n. V. | AD São Vicente               |
| SC Rio Tinto              | 1:0       | Lusitânia Lourosa            |
| União FC Gavinhos         | 2:1       | AC Alcanenense               |
| UD Vilafranquense         | 1:0       | Benfica e Castelo Branco     |
| União de Tomar            | 1:2       | CD Alcains                   |
| URD Tires                 | 2:6       | SC Lusitânia                 |
| Vilanovense FC            | 2:1       | CD Arrifanense               |
| Vasco da Gama AC          | 1:4       | Estrela Vendas Novas         |
| UD Valonguense            | 2:1 n. V. | Desportivo de Monção         |
| UD Oliveirense            | 2:1       | CD Fátima                    |
| SC Vianense               | 2:4 n. V. | SC Freamunde                 |
| SC São João de Ver        | 2:0       | Ermesinde SC                 |
| FC Seixal                 | 6:1       | GD Alcochetense              |
| SL Olivais                | 1:2 n. V. | SC Olhanense                 |
| Sport União Sintrense     | 2:4 n. V. | FC Barreirense               |
| SR Almancilense           | 0:3       | Nacional Funchal             |
| GD Sesimbra               | 3:0       | Lusitano GC Évora            |
| GD Serzedelo              | 0:0 n. V. | Caçadores Taipas             |
| AD Sanjoanense            | 2:0       | GD Peniche                   |
| Caldas SC                 | 4:1       | Juventude Rio Meão           |
| CD Portosantense          | 1:1 n. V. | Odivelas FC                  |
| CF Esperança Lagos        | 4:1       | CD Mafra                     |
| AD Guarda                 | 1:2 n. V. | Atlético Cucujães            |
| AD Fundão                 | 1:5       | SC Lourinhanense             |
| Associação Beneditense CD | 1:2       | AD São Romão                 |
| AC Marinhense             | 1:2       | AC Marinhense                |
| AD Águias Graça           | 4:1       | GD Mirandês                  |
| AD Fazendense             | 1:0 n. V. | União de Coimbra             |
| CF Trafaria               | 3:1       | GD Pescadores                |
| CD Beja                   | 5:2       | União Micaelense             |
| GD Bragança               | 1:2       | SC Valenciano                |
| CSD Câmara de Lobos       | 4:0       | CD Vila Franca               |
| Pevidém SC                | 2:1       | CDC Montalegre               |
| GD Ribeirão               | 3:1 n. V. | Leixões SC                   |
| GD Benavente              | 1:0       | AD Camacha                   |
| GD Mangualde              | 4:1       | GDR Bidoeirense              |
| CF Benfica                | 1:0       | AD Machico                   |
| FC Infesta                | 2:1       | GDRC Os Sandinenses          |
| FC Lixa                   | 1:2       | AD Lousada                   |
| FC Tirsense               | 2:1       | USC Paredes                  |
| Atlético CP               | 1:3       | Portimonense SC              |
| CD Trofense               | 0:3       | FC Famalicão                 |
| AD Portomosense           | 2:1       | Académico de Viseu FC        |
| FC Oliveira Hospital      | 2:0       | GD de Oliveira de Frades     |
| SL Nelas                  | 1:2       | SL Fanhões                   |
| AD Fafe                   | 5:0       | Amarante FC                  |
| SC União Torreense        | 3:2       | CD Torres Novas              |
| União de Montemor         | 2:3       | Amora FC                     |

### Wiederholungsspiele
|                  | Ergebnis  |                  |
| ---------------- | --------- | ---------------- |
| AD São Vicente   | 0:2 n. V. | SC Praiense      |
| Caçadores Taipas | 3:0       | GD Serzedelo     |
| Odivelas FC      | 3:1 n. V. | CD Portosantense |

## 3. Runde
Qualifiziert waren die 62 Teams aus der 2. Runde und die 18 Vereine aus der zweitklassigen Segunda Divisão de Honra. Die Spiele fanden am 1. Dezember 1998 statt.
|                          | Ergebnis  |                      |
| ------------------------ | --------- | -------------------- |
| GD Ribeirão              | 0:1       | GS Loures            |
| GD Sesimbra              | 1:0       | FC Barreirense       |
| Gondomar SC              | 2:2 n. V. | Atlético Cucujães    |
| Imortal DC               | 3:0       | FC Tirsense          |
| Pevidém SC               | 1:0       | Louletano DC         |
| GD Lagoa                 | 1:2       | AD Portomosense      |
| FC Penafiel              | 5:2       | GD Mangualde         |
| FC Vizela                | 0:3       | FC Seixal            |
| GD Benavente             | 0:4       | AD Sanjoanense       |
| Leça FC                  | 7:1       | GD Estoril Praia     |
| Moreirense FC            | 2:0       | União Madeira        |
| RD Águeda                | 3:0       | CD Alcains           |
| SC Covilhã               | 1:0       | Varzim SC            |
| SC Dragões Sandinenses   | 1:1 n. V. | CD Feirense          |
| Portimonense SC          | 1:0       | Desportivo Aves      |
| Clube Oriental de Lisboa | 1:0 n. V. | SC Freamunde         |
| Naval 1º de Maio         | 5:4       | FC Infesta           |
| Odivelas FC              | 0:1 n. V. | SC Olhanense         |
| Oliveira do Bairro SC    | 2:0       | SC Lourinhanense     |
| FC Oliveira Hospital     | 1:3       | FC Paços de Ferreira |
| FC Marco                 | 2:4       | Gil Vicente FC       |
| UD Valonguense           | 0:0 n. V. | Vilanovense FC       |
| União FC Gavinhos        | 2:4       | Caldas SC            |
| AD Águias Graça          | 0:1       | AD Esposende         |
| SL Fanhões               | 1:2       | Juventude Évora      |
| SC União Torreense       | 2:1       | SC Lusitânia         |
| SC Rio Tinto             | 2:1       | AD Fazendense        |
| SC São João de Ver       | 0:0 n. V. | Sporting Pombal      |
| SC Valenciano            | 0:4       | FC Felgueiras        |
| AD Fafe                  | 7:0       | SC Praiense          |
| AD São Romão             | 1:2 n. V. | FC Famalicão         |
| CF Trafaria              | 0:3       | CF Benfica           |
| CSD Câmara de Lobos      | 3:0       | Belenenses Lissabon  |
| Estrela Vendas Novas     | 2:0       | UD Oliveirense       |
| CF Esperança Lagos       | 0:5       | FC Maia              |
| CD Santa Clara           | 1:1 n. V. | SC Espinho           |
| Caçadores Taipas         | 3:0       | União Lamas          |
| CD Beja                  | 1:2 n. V. | Amora FC             |
| Nacional Funchal         | 4:1 n. V. | AD Lousada           |
| SC Estela Portalegre     | 1:2       | UD Vilafranquense    |

### Wiederholungsspiele
|                   | Ergebnis              |                        |
| ----------------- | --------------------- | ---------------------- |
| Atlético Cucujães | 1:2 n. V.             | Gondomar SC            |
| SC Espinho        | 1:2                   | CD Santa Clara         |
| Vilanovense FC    | 3:0                   | UD Valonguense         |
| Sporting Pombal   | 1:1 n. V. (3:5 i. E.) | SC São João de Ver     |
| CD Feirense       | 1:0                   | SC Dragões Sandinenses |

## 4. Runde
Zu den 40 qualifizierten Teams aus der 3. Runde kamen die 18 Vereine der Primera Divisão hinzu. Die Spiele fanden am 10. Januar 1999 statt.
|                      | Ergebnis  |                          |
| -------------------- | --------- | ------------------------ |
| SC Campomaiorense    | 3:2       | Sporting Braga           |
| SC Covilhã           | 2:4       | SC Salgueiros            |
| SC Beira-Mar         | 4:2       | CF Benfica               |
| Portimonense SC      | 4:1       | RD Águeda                |
| Leça FC              | 3:0       | Amora FC                 |
| Naval 1º de Maio     | 3:0       | Caldas SC                |
| SC São João de Ver   | 2:1       | Clube Oriental de Lisboa |
| SC União Torreense   | 3:0       | GD Chaves                |
| Vilanovense FC       | 3:3 n. V. | CD Santa Clara           |
| Vitória Guimarães    | 2:3       | Moreirense FC            |
| UD Vilafranquense    | 2:3 n. V. | Pevidém SC               |
| União Leiria         | 2:1       | Rio Ave FC               |
| Benfica Lissabon     | 4:1       | Académica de Coimbra     |
| Juventude Évora      | 1:3       | Boavista Porto           |
| GS Loures            | 0:1       | AD Esposende             |
| CF Estrela Amadora   | 0:0 n. V. | SC Farense               |
| Estrela Vendas Novas | 1:3       | Marítimo Funchal         |
| Nacional Funchal     | 3:4 n. V. | SC Rio Tinto             |
| CD Feirense          | 3:1       | Oliveira do Bairro SC    |
| AD Portomosense      | 1:0       | GD Sesimbra              |
| Caçadores Taipas     | 1:0       | FC Felgueiras            |
| FC Alverca           | 2:1       | CSD Câmara de Lobos      |
| FC Maia              | 3:0       | FC Seixal                |
| Gil Vicente FC       | 3:2       | Sporting Lissabon        |
| Gondomar SC          | 2:0       | SC Olhanense             |
| FC Porto             | 4:2 n. V. | FC Famalicão             |
| FC Penafiel          | 0:0 n. V. | Imortal DC               |
| FC Paços de Ferreira | 3:0       | AD Sanjoanense           |
| AD Fafe              | 1:2       | Vitória Setúbal          |

### Wiederholungsspiele
|                | Ergebnis  |                    |
| -------------- | --------- | ------------------ |
| CD Santa Clara | 3:1       | Vilanovense FC     |
| SC Farense     | 3:2 n. V. | CF Estrela Amadora |
| Imortal DC     | 0:1       | FC Penafiel        |

## 5. Runde
Qualifiziert waren die 29 Sieger der 4. Runde. Die Spiele fanden am 16. Februar 1999 statt.

Freilos: FC Alverca
|                  | Ergebnis  |                      |
| ---------------- | --------- | -------------------- |
| Leça FC          | 0:1       | União Leiria         |
| Gondomar SC      | 3:4       | FC Paços de Ferreira |
| Portimonense SC  | 1:2       | Moreirense FC        |
| SC Beira-Mar     | 7:0       | AD Portomosense      |
| Vitória Setúbal  | 2:0       | Benfica Lissabon     |
| SC Rio Tinto     | 0:1 n. V. | Caçadores Taipas     |
| CD Santa Clara   | 4:1       | Gil Vicente FC       |
| FC Porto         | 0:1       | SC União Torreense   |
| CD Feirense      | 0:1       | Pevidém SC           |
| Boavista Porto   | 2:1       | SC Farense           |
| Marítimo Funchal | 3:2 n. V. | SC Salgueiros        |
| FC Maia          | 5:0       | SC São João de Ver   |
| FC Penafiel      | 0:1       | SC Campomaiorense    |
| AD Esposende     | 2:0       | Naval 1º de Maio     |

## Achtelfinale
Qualifiziert waren die 15 Sieger der 5. Runde.

Freilos: SC União Torreense
|                  | Ergebnis  |                      |
| ---------------- | --------- | -------------------- |
| SC Beira-Mar     | 1:1 n. V. | União Leiria         |
| Vitória Setúbal  | 4:0       | FC Paços de Ferreira |
| FC Alverca       | 0:3       | SC Campomaiorense    |
| Marítimo Funchal | 5:1       | Pevidém SC           |
| Caçadores Taipas | 1:2       | AD Esposende         |
| Boavista Porto   | 3:2 n. V. | Gil Vicente FC       |
| Moreirense FC    | 3:2       | FC Maia              |

### Wiederholungsspiel
|              | Ergebnis |              |
| ------------ | -------- | ------------ |
| União Leiria | 1:2      | SC Beira-Mar |

## Viertelfinale
Qualifiziert waren die 8 Sieger des Achtelfinals.
|                    | Ergebnis  |                   |
| ------------------ | --------- | ----------------- |
| SC União Torreense | 0:0 n. V. | Vitória Setúbal   |
| Moreirense FC      | 1:1 n. V. | SC Beira-Mar      |
| Marítimo Funchal   | 2:2 n. V. | SC Campomaiorense |
| AD Esposende       | 1:0       | Boavista Porto    |

### Wiederholungsspiele
|                   | Ergebnis              |                    |
| ----------------- | --------------------- | ------------------ |
| SC Beira-Mar      | 1:0                   | Moreirense FC      |
| Vitória Setúbal   | 3:0                   | SC União Torreense |
| SC Campomaiorense | 0:0 n. V. (6:5 i. E.) | Marítimo Funchal   |

## Halbfinale
Die Spiele fanden am 5. Mai 1999 statt.
|              | Ergebnis |                   |
| ------------ | -------- | ----------------- |
| SC Beira-Mar | 1:0      | Vitória Setúbal   |
| AD Esposende | 0:2      | SC Campomaiorense |

## Finale
| Paarung           | SC Beira-Mar – SC Campomaiorense |
| Ergebnis          | 1:0 (0:0) |
| Datum             | 29. Juni 1999 um 17:00 Uhr |
| Stadion           | Estádio Nacional, Oeiras |
| Zuschauer         | 25.000 |
| Schiedsrichter    | Lucílio Batista |
| Tore              | 1:0 Ricardo Sousa (70.) |
| SC Beira-Mar      | Jerôme Palatsi – Jorge Neves, Lobão, Gila, António Caetano – Fusco , Eusébio, Paulo Sérgio (82. Luís Quintas), Ricardo Sousa (77. Carlos André) – Fernando Pereira, Fary Faye (65. Saša Simić) Cheftrainer: António Sousa |
| SC Campomaiorense | Dragoslav Poleksić – Quim Machado , Marco Almeida, René Rivas, Basílio Marques (61. Vitor Manuel) – Mauro Soares, Nuno Campos, Isaías (55. Welington), Rogério Matias – Demétrius, Laelson Lima Cheftrainer: José Pereira |
| Gelbe Karten      | Fernando Pereira, Fusco, Eusébio – Marco Almeida, Mauro Soares, Rogério Matias, Demétrius |
| Platzverweise     | António Caetano (59.), Jorge Neves (79.) – René Rivas (90.+4') |